# Echinocereus bonkerae
Echinocereus bonkerae ist eine Pflanzenart in der Gattung Echinocereus aus der Familie der Kakteengewächse (Cactaceae). Das Artepitheton bonkerae ehrt Frau Frances Bonker aus Pasadena.

## Beschreibung
Echinocereus bonkerae bildet lockere Gruppen, die aus 5 bis 15 Trieben bestehen. Die grünen zylindrischen bis verlängerten Triebe sind 12 bis 20 Zentimeter lang und weisen Durchmesser von 4 bis 7,5 Zentimeter auf, die von der Bedornung kaum verdeckt werden. Es sind 11 bis 16 Rippen vorhanden, die nicht auffällig gehöckert sind. Der einzelne kräftige, aufrechte, steife Mitteldorn ist weiß oder hellgrau und dunkler gespitzt. Er weist eine Länge von 6 bis 7,5 Millimeter auf. Die 11 bis 14 ausgebreiteten, geraden, weißlichen oder gräulichen Randdornen sind 1,2 bis 2 Zentimeter lang.
Die breit trichterförmigen Blüten sind magentafarben bis rötlich purpurfarben. Sie erscheinen in der oberen Hälfte der Triebe, sind 5 bis 6,2 Zentimeter lang und erreichen ebensolche Durchmesser. Die kugelförmigen fleischigen, anfangs grünen Früchte werden später rot.

## Verbreitung, Systematik und Gefährdung
Echinocereus bonkerae ist in den Vereinigten Staaten im Bundesstaat Arizona sowie im angrenzenden benachbarten mexikanischen Bundesstaat Sonora auf trockenem Grasland verbreitet.
Die Erstbeschreibung durch John James Thornber und Frances Bonker wurde 1932 veröffentlicht. Nomenklatorische Synonyme sind Echinocereus fendleri var. bonkerae (Thornber & Bonker) L.D.Benson (1944), Echinocereus boyce-thompsonii var. bonkerae (Thornber & Bonker) Peebles (1949), Echinocereus fasciculatus var. bonkerae (Thornber & Bonker) L.D.Benson (1969) und Echinocereus fasciculatus subsp. bonkerae (Thornber & Bonker) N.P.Taylor (1997).
In der Roten Liste gefährdeter Arten der IUCN wird die Art als „Least Concern (LC)“, d. h. als nicht gefährdet geführt.

## Nachweise